# Fläckbusksmyg
Fläckbusksmyg (Sericornis maculatus) är en nyligen urskild fågelart i familjen taggnäbbar inom ordningen tättingar.

## Utbredning och systematik
Fågeln förekommer i södra och sydvästra Australien och delas in i fyra underarter med följande utbredning:
- Sericornis maculatus ashbyi – Kangaroo Island utanför södra Australien
- Sericornis maculatus mellori – sydvästra till sydcentrala Australien
- Sericornis maculatus maculatus – sydvästligaste Australien
- Sericornis maculatus balstoni – kustnära västra Australien

Den behandlades tidigare som underart till vitbrynad busksmyg (Sericornis frontalis) och vissa gör det fortfarande.

## Status
IUCN erkänner den inte som art, varvid den inte placeras i någon hotkategori.